# El Barraco
Barraco är en kommun i Spanien. Den ligger i provinsen Ávila i den autonoma regionen Kastilien och León i centrala delen av landet, 70 km väster om huvudstaden Madrid. Antalet invånare är 2 027 (2024).